# Castelo de Anguix
O Castelo de Anguix (em castelhano: Castillo de Anguix) é um castelo localizado em Sayatón,Espanha. Foi declarado Bem de Interesse Cultural em 1992.
O Castelo de Anguix é um exemplo da arquitectura castillo roquero. Esse tipo de estrutura era comum em áreas com terrenos íngremes que precisavam de um posto avançado fortificado. O castelo foi ocupado pelos soldados austríacos durante a Guerra da Sucessão Espanhola e foi recapturado pelas tropas de Filipe V.